# Old Rock Store
L'Old Rock Store est un bâtiment commercial américain situé à Utopia, dans le comté d'Uvalde, au Texas. Construit en 1873 à partir de roches des environs, c'est le premier bâtiment de la localité. Il fait partie des Recorded Texas Historic Landmarks depuis 1967.